# Allocoelia
Allocoelia — род ос-блестянок из подсемейства Chrysidinae (единственный род трибы Allocoeliini).

## Описание
Пестрые (красные, коричневые, черные) металлически блестящие осы, некоторые виды с белёсыми отметинами на груди и брюшке (Allocoelia bidens и Allocoelia mocsaryi).

## Экология
Паразитируют на осах.

## Распространение
Афротропика.

## Классификация
Около 10 видов. Относится к трибе Allocoeliini, иногда рассматриваемой в качестве подсемейства Allocoeliinae.
- Allocoelia bidens Edney, 1947 — Южная Африка
- Allocoelia capensis (Smith, 1874) — Южная Африка, Намибия
- Allocoelia edneyi Kimsey, 1986 — Южная Африка[2]
- Allocoelia glabra Edney, 1947 — Южная Африка, Намибия
- Allocoelia kuhlmanni Niehuis, 2000 — Южная Африка[3]
- Allocoelia latinota Edney, 1947 — Южная Африка
- Allocoelia minor Mocsáry, 1908 — Южная Африка
- Allocoelia mocsaryi (Brauns, 1903) — Южная Африка, Зимбабве
- Allocoelia quinquedens Edney, 1947 — Южная Африка
- Allocoelia trautmanni Brauns, 1928 (=nigra Edney, 1947) — Южная Африка

## Синонимия
- Anthracias Klug[4]
- Parnopidea Brauns